# Bernard Gordon-Lennox
Lord Bernard Gordon-Lennox (1º maggio 1878 – 10 novembre 1914) è stato un militare britannico.

## Biografia
Gordon-Lennox era il figlio terzogenito di Charles Gordon-Lennox, VII duca di Richmond e della sua prima moglie, Amy Mary, figlia di Percy Ricardo, di Bramley Park, Guildford, nel Surrey. Charles Gordon-Lennox, VIII duca di Richmond ed il generale di brigata lord Esmé Gordon-Lennox furono suoi fratelli maggiori.
Egli venne educato a Eton per poi passare al Royal Military College di Sandhurst, raggiungendo il grado di Maggiore nelle Grenadier Guards prestando servizio nella Seconda guerra boera, in Cina e nella Prima Guerra mondiale ove venne ucciso in azione nel novembre del 1914 all'età di 36 anni. Egli venne sepolto nel Zillebeke Churchyard Commonwealth War Graves Commission Cemetery.
Nella vita privata Gordon-Lennox era appassionato come molti membri della sua famiglia di cricket e fu presente in una partita con il Middlesex contro il Gloucestershire nel 1903 in occasione della County Championship.

### Matrimonio e discendenza
Gordon-Lennox sposò Evelyn, figlia di Henry Loch, I barone Loch, nel 1907. La coppia ebbe due figli:
- George, tenente generale,
- Alexander, Contrammiraglio.

Lady Bernard Gordon-Lennox rimase vedova sinio alla sua morte nel giugno del 1944, all'età di 67 anni, quando un bombardiere V-1 colpì la Guards Chapel, Wellington Barracks.

## Ascendenza
|                                                |                     |                            | Genitori                                        |  |  | Nonni |  |  | Bisnonni                                     |  |  | Trisnonni                               |  |
|                                                |                     |                            |                                                 |  |  |       |  |  | 8. Charles Gordon-Lennox, V duca di Richmond |  |  | 16. Charles Lennox, IV duca di Richmond |  |
|                                                |                     |                            |                                                 |  |  |       |  |  | 8. Charles Gordon-Lennox, V duca di Richmond |  |  | 16. Charles Lennox, IV duca di Richmond |  |
|                                                |                     | 17. Charlotte Gordon       |                                                 |  |  |       |  |  | 8. Charles Gordon-Lennox, V duca di Richmond |  |  |                                         |  |
| 4. Charles Gordon-Lennox, VI duca di Richmond  |                     |                            |                                                 |  |  |       |  |  | 8. Charles Gordon-Lennox, V duca di Richmond |  |  |                                         |  |
|                                                |                     | 9. Caroline Paget          | 18. Henry William Paget, I marchese di Anglesey |  |  |       |  |  |                                              |  |  |                                         |  |
|                                                |                     | 9. Caroline Paget          | 18. Henry William Paget, I marchese di Anglesey |  |  |       |  |  |                                              |  |  |                                         |  |
|                                                |                     | 9. Caroline Paget          | 19. Caroline Villiers                           |  |  |       |  |  |                                              |  |  |                                         |  |
| 2. Charles Gordon-Lennox, VII duca di Richmond |                     | 9. Caroline Paget          |                                                 |  |  |       |  |  |                                              |  |  |                                         |  |
|                                                |                     | 10. Algernon Greville      | 20. Charles Greville                            |  |  |       |  |  |                                              |  |  |                                         |  |
|                                                |                     | 10. Algernon Greville      | 20. Charles Greville                            |  |  |       |  |  |                                              |  |  |                                         |  |
|                                                |                     | 10. Algernon Greville      | 21. Charlotte Cavendish-Bentinck                |  |  |       |  |  |                                              |  |  |                                         |  |
| 5. Frances Harriett Greville                   |                     | 10. Algernon Greville      |                                                 |  |  |       |  |  |                                              |  |  |                                         |  |
|                                                |                     | 11. Charlotte Maria Cox    | 22. Richard Henry Cox                           |  |  |       |  |  |                                              |  |  |                                         |  |
|                                                |                     | 11. Charlotte Maria Cox    | 22. Richard Henry Cox                           |  |  |       |  |  |                                              |  |  |                                         |  |
|                                                |                     | 11. Charlotte Maria Cox    | 23. Charlotte Fitzhugh                          |  |  |       |  |  |                                              |  |  |                                         |  |
| 1. Bernard Gordon-Lennox                       |                     | 11. Charlotte Maria Cox    |                                                 |  |  |       |  |  |                                              |  |  |                                         |  |
|                                                | 12. Raphael Ricardo | 24. Abraham Israel Ricardo |                                                 |  |  |       |  |  |                                              |  |  |                                         |  |
|                                                | 12. Raphael Ricardo | 24. Abraham Israel Ricardo |                                                 |  |  |       |  |  |                                              |  |  |                                         |  |
|                                                | 12. Raphael Ricardo | 25. Abigail Del Valle      |                                                 |  |  |       |  |  |                                              |  |  |                                         |  |
| 6. Percy Ricardo                               | 12. Raphael Ricardo |                            |                                                 |  |  |       |  |  |                                              |  |  |                                         |  |
|                                                |                     | 13. Charlotte Lobb         | …                                               |  |  |       |  |  |                                              |  |  |                                         |  |
|                                                |                     | 13. Charlotte Lobb         | …                                               |  |  |       |  |  |                                              |  |  |                                         |  |
|                                                |                     | 13. Charlotte Lobb         | …                                               |  |  |       |  |  |                                              |  |  |                                         |  |
| 3. Amy Mary Ricardo                            |                     | 13. Charlotte Lobb         |                                                 |  |  |       |  |  |                                              |  |  |                                         |  |
|                                                |                     | 14. John Isaac Hensley     | …                                               |  |  |       |  |  |                                              |  |  |                                         |  |
|                                                |                     | 14. John Isaac Hensley     | …                                               |  |  |       |  |  |                                              |  |  |                                         |  |
|                                                |                     | 14. John Isaac Hensley     | …                                               |  |  |       |  |  |                                              |  |  |                                         |  |
| 7. Matilda Mawdsley Hensley                    |                     | 14. John Isaac Hensley     |                                                 |  |  |       |  |  |                                              |  |  |                                         |  |
|                                                |                     | 15. Mary Ann Wilson        | …                                               |  |  |       |  |  |                                              |  |  |                                         |  |
|                                                |                     | 15. Mary Ann Wilson        | …                                               |  |  |       |  |  |                                              |  |  |                                         |  |
|                                                |                     | 15. Mary Ann Wilson        | …                                               |  |  |       |  |  |                                              |  |  |                                         |  |
|                                                |                     | 15. Mary Ann Wilson        |                                                 |  |  |       |  |  |                                              |  |  |                                         |  |